# مجلس وزراء جمهورية أفغانستان
كان مجلس الوزراء هو الجهاز الحكومي في جمهورية أفغانستان الديمقراطية ثم جمهورية أفغانستان التي امتدت ما بين عامي 1987 و1992. يختار رئيس مجلس الوزراء الوزراء لمناصب وزارية مختلفة في الدولة. تحت قيادة نور محمد تركي، وحفيظ الله أمين وبابراك كرمال، خضع المجلس لتغييرات هائلة. وكان لجميع الوزراء الأفغان مقاعد في مجلس الوزراء.

## مجلس الوزراء
ملاحظة: قد تفتقد هذه القائمة لبعض المقاعد الوزارية.
| Ministry                         | ملاحظات         |
| -------------------------------- | --------------- |
| رئيس أفغانستان                   | رؤساء أفغانستان |
| نائب الرئيس                      | -               |
| رئيس الوزراء                     | -               |
| نائب رئيس الوزراء                | -               |
| وزارة الخارجية                   | -               |
| وزارة الدفاع                     | -               |
| وزارة العدل                      | -               |
| وزارة الأمن                      |                 |
| وزارة الداخلية                   | -               |
| وزارة مكافحة المخدرات            |                 |
| وزارة شؤون الحدود والقبائل       | -               |
| وزارة الاقتصاد                   | -               |
| وزارة التعليم                    | -               |
| وزارة الاتصالات                  | -               |
| وزارة الإعلام والثقافة           | -               |
| وزارة النقل والتجارة             | -               |
| وزارة الزراعة والثروة الحيوانية  |                 |
| وزارة التخطيط                    |                 |
| وزارة الشؤون الداخلية            |                 |
| وزارة الصحة                      | -               |
| وزارة المناجم والصناعة           | -               |
| وزارة الشؤون الإسلامية           |                 |
| وزارة القبائل                    |                 |
| وزارة الشؤون الاجتماعية والسياحة |                 |
| وزارة العمل                      | -               |
| وزارة شؤون المرأة                |                 |
| وزارة المياه والطاقة             | -               |